# Нгерулмуд
Нгерулмуд (енгл. Ngerulmud) је насеље и главни град острвске државе Палау у Тихом океану. Налази се на истоименом брду у оквиру савезне државе Мелекеок. Постао је седиште државе 2006. године када се Влада Палау преселила из претходног главног града Корора. Нгерулмуд има 271 становника и основан је 2005. године.

## Становништво
| Година       |
| Становништво |
| ------------ |

## Галерија
- Топографска карта